# Спидбол
Спидбол (англ. Speedball) — смесь кокаина с героином или морфином, вводимая внутривенно либо ингаляцией паров. Является чрезвычайно опасной для жизни формой распространения кокаина. В более широком смысле так называют любую смесь стимуляторов и депрессантов.
Вызывает сильный прилив удовольствия и эйфорию, суммирует эффекты двух веществ, но без ощущения тревоги и оцепенения. Представляет повышенную опасность для здоровья из-за перекрёстного взаимодействия опиоидного наркотика героина и психостимулятора кокаина. Подобное сочетание может вызывать серьёзные осложнения со стороны сердечно-сосудистой системы, в перспективе — перекрёстную физическую зависимость с очень тяжело протекающим абстинентным синдромом.
Эффект от кокаина проходит быстрее, чем эффект от героина, и влияние последнего в изоляции может вызвать дыхательную недостаточность.